# HockeyAllsvenskan

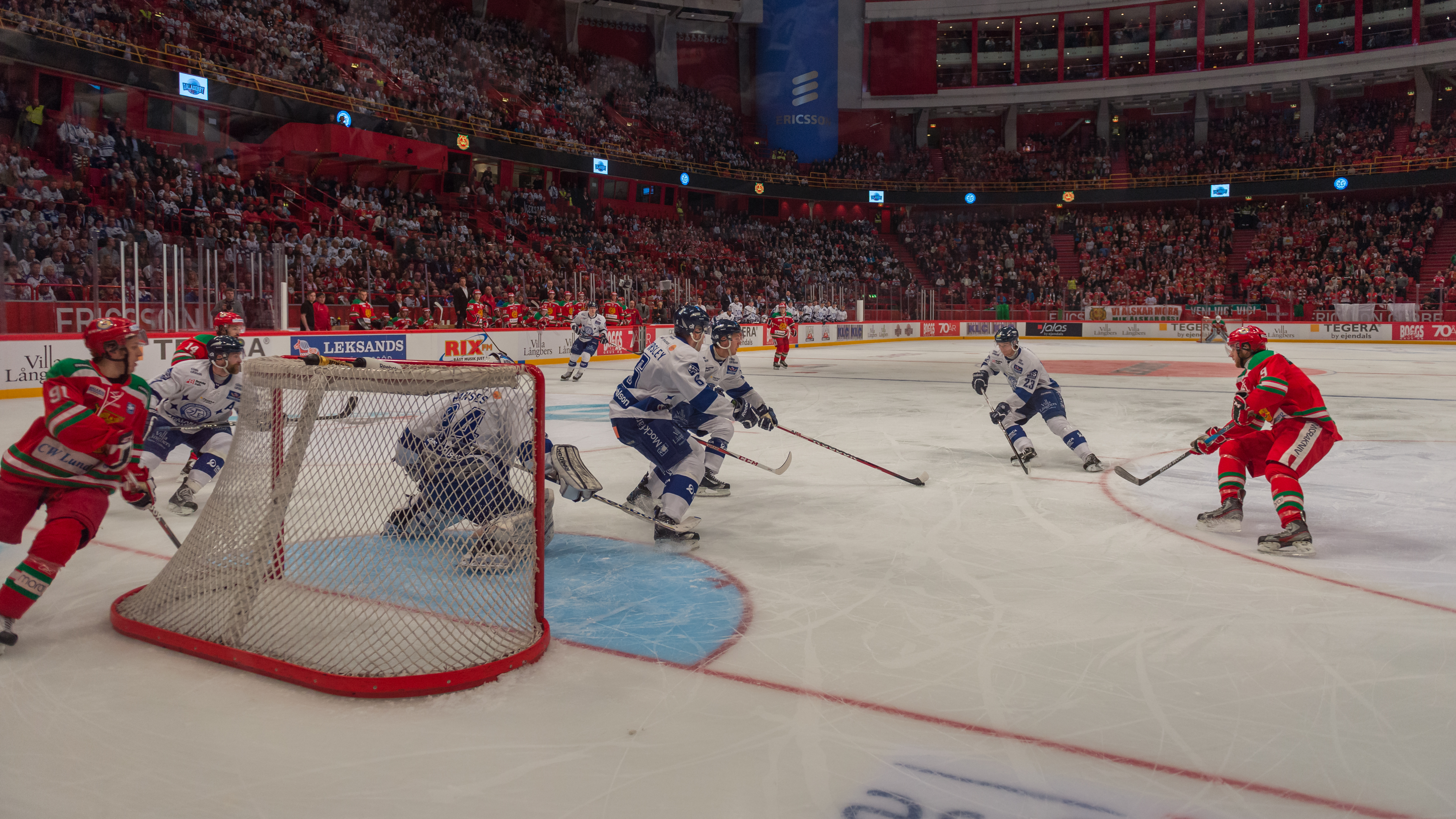
Mora IK und Leksands IF treffen aufeinander (2013)

Allsvenskan, seit der Saison 2005/06 HockeyAllsvenskan genannt, ist nach der SHL die zweithöchste Spielklasse im schwedischen Eishockey. Bis 2009 umfasste die Liga 16 Teilnehmer. Durch eine Teilnehmer-Reduktion spielen seither nur noch 14 Mannschaften in der Liga.

## Modus
AufstiegNach der Saison treten vier Teams der Allsvenskan und die zwei schlechtesten Teams der Elitserien in der Kvalserien gegeneinander an, um die zwei Mannschaften auszuspielen, die in der kommenden Saison in der Elitserien antreten. Die besten drei Teams der Allsvenskan sind direkt qualifiziert, die Teams auf den Plätzen 4 bis 7 treten in Play-off-Runden gegeneinander an um den letzten Starter zu bestimmen.
AbstiegDie zwei schlechtesten Teams der Allsvenskan müssen gegen die vier besten Teams der Division 1 antreten. Dort wird ausgespielt, wer in der folgenden Saison in der Allsvenskan spielt.

## Teilnehmer der Saison 2023/24
| Team             | Ort        | Halle             | Kapazität |
| ---------------- | ---------- | ----------------- | --------- |
| AIK Ishockey     | Solna      | Hovet             | 8.300     |
| Almtuna IS       | Uppsala    | Gränbyhallen      | 2.800     |
| BIK Karlskoga    | Karlskoga  | Nobelhallen       | 6.300     |
| Brynäs IF        | Gävle      | Monitor ERP Arena | 8.265     |
| Djurgårdens IF   | Stockholm  | Hovet             | 8.300     |
| IF Björklöven    | Umeå       | Winpos Arena      | 5.400     |
| Kalmar HC        | Kalmar     | Hatstore Arena    | 3.500     |
| Mora IK          | Mora       | Smidjegrav Arena  | 4.514     |
| Nybro Vikings IF | Nybro      | Liljas Arena      | 2.380     |
| Södertälje SK    | Södertälje | Scaniarinken      | 6.200     |
| Tingsryds AIF    | Tingsryd   | Dackehallen       | 3.650     |
| Västerviks IK    | Västervik  | Plivit Arena      | 2.500     |
| Västerås IK      | Västerås   | ABB Arena Nord    | 4.902     |
| Östersunds IK    | Östersund  | Östersund Arena   | 2.073     |

## Spielzeiten

### 2006
Halmstad Hammers spielten in der HockeyAllsvenskan 2005/06, doch auf Grund ihres Bankrott wurde das Team aus der Liga ausgeschlossen. In der Kvalserie 2006 stiegen Malmö Redhawks und Skellefteå AIK in die Elitserien auf, Leksands IF und Södertälje SK stiegen in die Allsvenskan ab.
IFK Arboga IK und Hammarby IF musste in die Abstiegsrunde, konnte sich dort aber durchsetzen und somit den Klassenerhalt sichern. Huddinge IK gelang der Aufstieg in die Allsvenskan.

### 2007
In der Kvalserie 2007 stieg der Södertälje SK in die Elitserien auf und Skellefteå AIK gelang ebenfalls die Qualifikation. Die Malmö Redhawks stiegen allerdings in die Allsvenskan ab und Rögle BK, Leksands IF und IF Björklöven gelang der Aufstieg in die Elitserien nicht.
Huddinge IK und IFK Arboga IK mussten in der Abstiegsrunde antreten. Arboga verzichtete jedoch auf eine Teilnahme auf Grund ihrer schlechten finanziellen Situation und stieg kampflos ab. Huddinge konnte den Abstieg vermeiden und Borås HC gelang der Aufstieg in die Allsvenskan.

### 2008
In der Kvalserie 2008 stieg der Rögle BK in die Elitserien auf und Brynäs IF gelang ebenfalls die Qualifikation. Mora IK stiegen in die Allsvenskan ab und die Malmö Redhawks, Leksands IF und Västerås IK gelang der Aufstieg in die Elitserien nicht.
Huddinge IK und Hammarby IF mussten in der Abstiegsrunde antreten. Hammarby verzichtete jedoch auf eine Teilnahme aufgrund ihrer schlechten finanziellen Situation und stieg kampflos ab. IF Troja-Ljungby und Mariestads BoIS gelang der Aufstieg in die Allsvenskan, und Huddinge konnte den Abstieg vermeiden, da Nyköpings Hockey auf Grund einer schlechten finanziellen Situation aus der Liga ausgeschlossen wurde.

### 2009
In der Kvalserien trafen die beiden Letztplatzierten der Elitserien, der Södertälje SK und Rögle BK, auf die vier besten Teams der Allsvenskan. Dabei setzten sich die beiden erstklassigen Teams durch, während der Leksands IF, AIK Hockey, Västerås IK und Växjö Lakers HC in der Allsvenskan verbleiben.
Der Mariestads BoIS belegte den letzten Platz der Hauptrunde der Allsvenskan und stieg damit direkt in die Division 1 ab. Der Huddinge IK und der Nybro Vikings IF mussten in der Abstiegsrunde antreten. In dieser setzte sich der Örebro HK aus der Division 1 durch und stieg damit in die Allsvenskan auf, während der Huddinge IK und der Nybro Vikings IF in die dritte Spielklasse abstiegen.